# Bernard Leene
Bernardus Petrus "Bernard" Leene (14 de fevereiro de 1903 — 24 de novembro de 1988) foi um ciclista de pista holandês, que representou seu país natal em três Jogos Olímpicos (1928, 1932 e 1936).
Depois de ter conquistado a medalha de ouro competindo na prova de tandem nos Jogos Olímpicos de 1928 em Amsterdã, Países Baixos, Leene conquistou a medalha de prata, oito anos depois na mesma prova, em Berlim, Alemanha.
Leene tinha uma filha, Antoinette, e duas netas, Marita e Monique.
Todas as três foram as principais nadadoras e Monique foi uma atleta olímpica, nadando para a Noruega nos Jogos Olímpicos de Los Angeles 1984.
Durante a Segunda Guerra Mundial, Leene foi um proeminente membro da Resistência, em Haia.